# Macrosiphum adianti
Macrosiphum adianti är en insektsart som först beskrevs av Oestlund 1886.  Macrosiphum adianti ingår i släktet Macrosiphum och familjen långrörsbladlöss. Inga underarter finns listade i Catalogue of Life.